# The Mighty Sleepwalkers
The Mighty Sleepwalkers sind eine belgisch-deutsche Band aus Aachen.

## Geschichte
Die Band wurde Mitte der 1990er Jahre von den Eupenern Klaus Niessen (Gesang, Cajon) und Luc Meessen (Gitarre) sowie dem Aachener Achim Jenik (Kontrabass) gegründet. Die Band spielte in ihren Anfangsjahren rein akustisch und verzichtete bewusst auf einen Schlagzeuger. 1998 wurde das Trio jedoch durch den Schlagzeuger Bernd vom Dorp zum Quartett erweitert. Im Mai 1999 unterschrieb die Band einen Vertrag bei der Plattenfirma EMI und veröffentlichte die beiden Singles Smile (1999) und So Many Things (2000). Seit 2000 spielt Frank Lennartz Bass / Kontrabass. Von 2001 bis 2006 waren die Musiker als Begleitband der Popgruppe Wonderwall tätig. Gitarristen der Mighty Sleepwalkers waren zwischenzeitlich der Ex-heavytones-Gitarrist Philip Niessen sowie Dominik Friede, Bengt Jablonski, Michael Peger und Roland Rongen.

## Diskografie

### Singles
- 18. Oktober 1999: Smile (EMI)[4]
- 3. April 2000: So Many Things (EMI)[5]

### Alben
- 1997: Can't Sleep, Gotta Walk
- 2001: Popover
- 2013: Ooh![6]